# Universidade Federal do Parana
Universidade Federal do Parana (engelska: Federal University of Paraná, Federal University of Parana) är ett universitet i Brasilien. Det ligger i kommunen Curitiba och delstaten Paraná, i den södra delen av landet, 1 100 km söder om huvudstaden Brasília.